# Portas da Cidade de Ponta Delgada

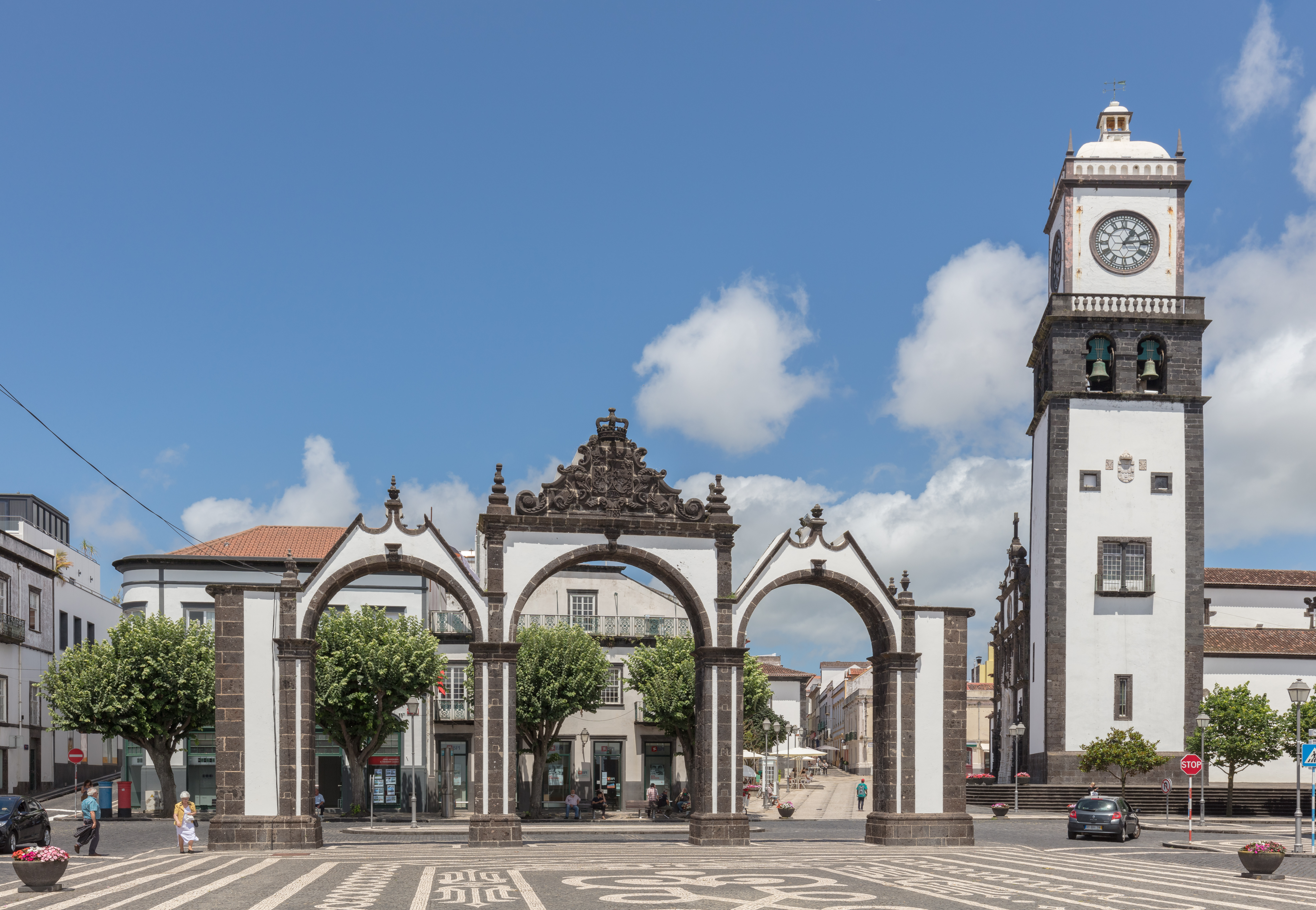
Portas e igreja de São Sebastião

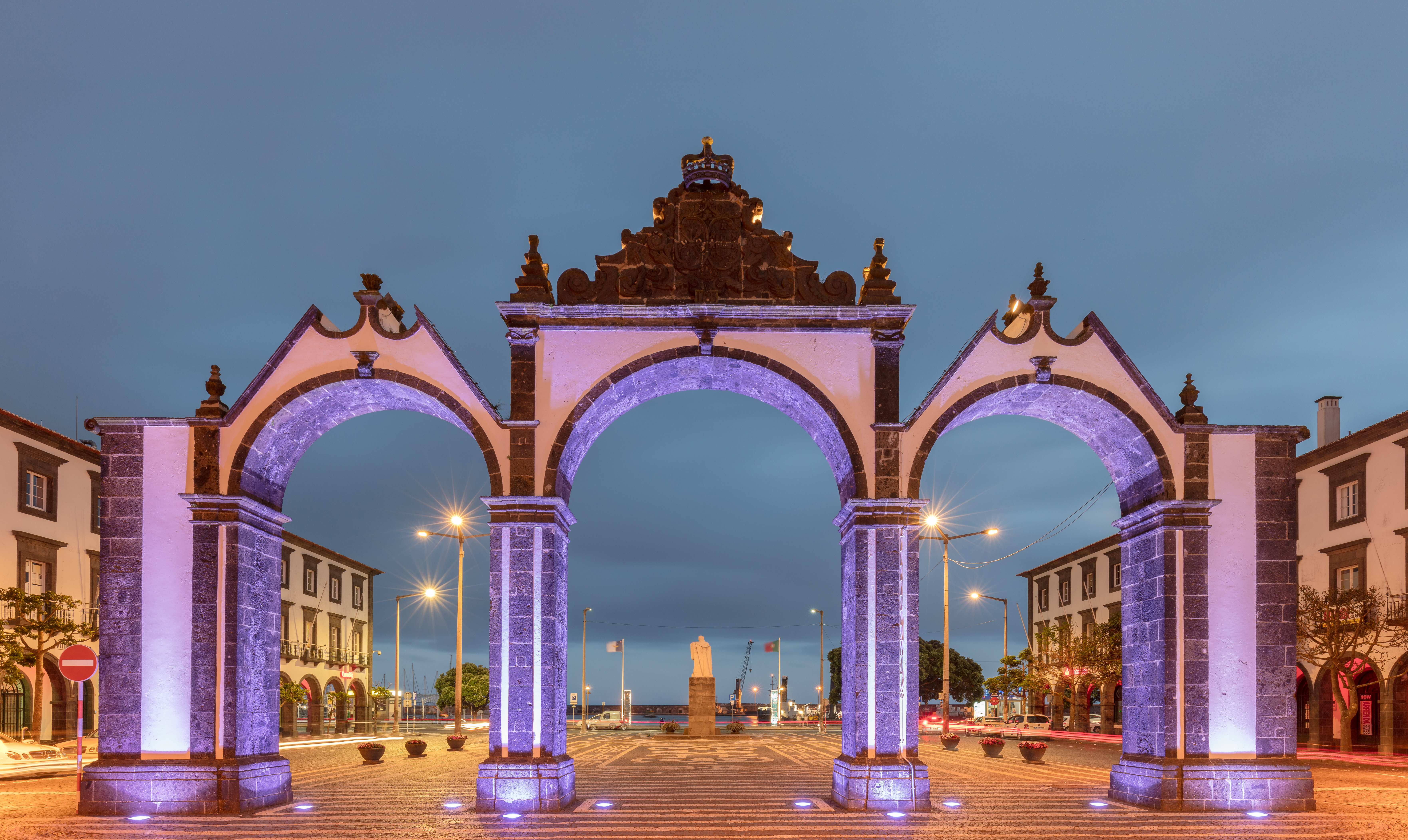
Visão noturna.

As Portas da Cidade de Ponta Delgada localizam-se na freguesia de São Sebastião (antiga Matriz), na cidade e município de Ponta Delgada, na ilha de São Miguel, nos Açores.
Encontram-se classificadas como Imóvel de Interesse Público pelo Decreto nº 39.175, de 17 de abril de 1953.

## História
"Ex libris" da cidade, estas portas são um símbolo da primitiva defesa terrestre da cidade, na costa sudoeste da ilha. Foram erguidas em 1783, primitivamente abertas nos muros do setor este.
Com o início das obras de abertura da Avenida Infante D. Henrique (Avenida Litoral) (1948), foram apeadas e, novamente erguidas, 32 metros para poente, no centro da Praça de Gonçalo Velho (1952).

## Características
Constitui-se em um conjunto de três arcos de volta perfeita, executados em pedra regional.